# Panüeler Kopf
Der Panüeler Kopf (auch Panüelerkopf oder Panüler Kopf geschrieben, im Volksmund auch einfach Panüler) ist mit 2859 m Seehöhe der zweithöchste Berg im Rätikon, einem Gebirgsmassiv an der Grenze zwischen Vorarlberg und der Schweiz. Der Panüeler Kopf selbst liegt zur Gänze in Vorarlberg. Er begrenzt die westliche Seite des Brandner Gletschers und ist von der auf 2679 m Seehöhe liegenden Mannheimer Hütte in gut einer Stunde besteigbar. Nach Norden fällt der Panüeler Kopf in einer mächtigen Felswand zum Nenzinger Himmel ab.
Zum Aufstieg steht eine mit blau-weißen Markierungen versehene Route zur Verfügung, welche jedoch etwas Klettergeschick, Trittsicherheit sowie Schwindelfreiheit voraussetzt. Vom Nenzinger Himmel aus ist der Panüeler Kopf über den sagenumwobenen und spektakulären Spusagang und den Straußsteig in etwa dreieinhalb Stunden Gehzeit erreichbar. Oben angekommen hat man eine wunderbare Aussicht nach Nordosten Richtung Brand und nach Norden Richtung Gamperdonatal.
Eine schöne Zweitagesbergtour von Brand aus ist die Rundwanderung über die Schesaplana und den Panüeler Kopf wieder zurück nach Brand. Zuerst fährt man mit der Seilbahn zum Lünersee, von dort geht es weiter über die Totalphütte zur Schesaplana (2964 m), dem höchsten Berg im Rätikon. Der Abstieg erfolgt über den Brandner Gletscher zur Mannheimer Hütte. Am nächsten Tag kann der Panüeler Kopf überschritten werden, der Abstieg erfolgt über den Leibersteig oder den Straußsteig, hinunter zur Oberzalimhütte und weiter zurück nach Brand.
Tag 1: Ohne Seilbahn ca. 1300 Höhenmeter
Tag 2: Aufstieg ca. 250 Höhenmeter, Abstieg ca. 1700 Höhenmeter